# Musetta Vander
Musetta Vander (tên khai sinh:Musetta van der Merwe; 26 tháng 5 năm 1963)  là một nữ diễn viên, người mẫu và vũ công người Nam Phi.

## Tiểu sử
Vai diễn đáng chú ý đầu tiên của Vander là vai Zander Tyler trong loạt phim truyền hình phiêu lưu hành động Super Force. Năm 1997, Vander đóng vai Sindel trong Mortal Kombat: Annihilation, phần tiếp theo của trò chơi điện tử gốc chuyển thể Mortal Kombat.
Năm 1998, Vander đóng vai Lady Elara, một trong những nhân vật chính trong Dune 2000, một trò chơi video chiến lược thời gian thực. Năm 2002, Vander đã thể hiện lại vai của mình cho phần tiếp theo, Emperor: Battle for Dune. Các vai diễn sân khấu của cô bao gồm Quý ông tư sản và Soweto's Burning. Vander đã thực hiện các quảng cáo thương mại cấp quốc gia cho Lancôme, Sanyo, McDonald, Diet Coke, Mercedes, Heineken, Skittles, Yoplait và nhiều nhãn hàng khác. Cô làm Đại lý 24-7 cho Công ty Bất động sản Prudential. Cô cũng đã được lên hình trong một số tạp chí, bao gồm một bức tranh trong Maxim  và bìa trên Details.
Năm 1999, Vander có một vai phụ trong bộ phim Wild Wild West của Barry Sonnenfeld, trong đó cô đóng vai một trợ lý cho nhân vật của Kenneth Branagh, Tiến sĩ Lovless.
Năm 2000, Vander đóng vai một thiên thần quyến rũ trong O Brother , Where Art Thou? do anh em Coen đạo diễn. Cùng năm đó, cô có một vai diễn trong The Cell cùng với Jennifer Lopez và Vince Vaughn.
Vander cũng đã xuất hiện trong một loạt các chương trình TV, chủ yếu là khoa học viễn tưởng và tưởng tượng series, bao gồm Buffy the Vampire Slayer (vai một giáo viên quyến rũ nhưng hóa ra là một bọ ngựa cầu nguyện khổng lồ), Stargate SG-1, Star Trek: Voyager (một người ngoài hành tinh quyến rũ), Babylon 5, Xena: Warrior Princess, và Highlander: The Series. Các vai trên truyền hình gần đây nhất của cô bao gồm các khách mời xuất hiện trên NCIS, Criminal Minds: Beyond Border và Hawaii Five-0.
Năm 2006, Vander được chọn cho một vai trong bộ phim Alpha Dog, nhưng lịch trình quay phim liên tục thay đổi, và vì cô ấy đang thực hiện một dự án khác vào thời điểm đó nên cuối cùng cô ấy không thể đóng vai này.
Vander đóng vai vợ của nhân vật Robert Duvall trong bộ phim hài Kicking &amp; Screaming và đóng chung với Rade Serbedzija và Faye Dunaway trong Say It in Russian. Cô đóng vai nữ chính trong Breaking Point, một phim kinh dị với Tom Berenger và Busta Rhymes. Vander cũng đóng một vai trong bộ phim hài kịch Transylmania.